# Linia kolejowa 151 Nové Zámky – Zlaté Moravce
Linia kolejowa nr 151 Nové Zámky – Zlaté Moravce – linia kolejowa na Słowacji o długości 55 km, łącząca Nové Zámky z miejscowością Zlaté Moravce. Jest to linia jednotorowa oraz częściowo zelektryfikowana.